# Karl Martin

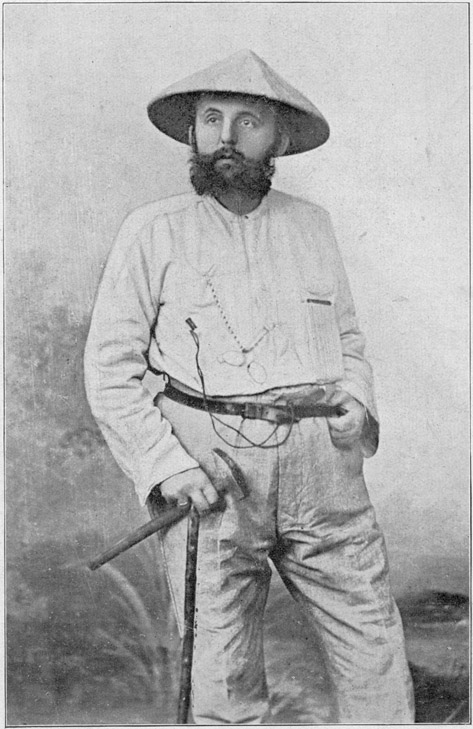
Karl Martin tijdens de expeditie naar de Molukken in 1892

Johann Karl Ludwig Martin (Jever (Oost-Friesland), 24 november 1851 – Leiden, 14 november 1942) was een van oorsprong Duitse geoloog en hoogleraar aan de Rijksuniversiteit Leiden. Hij was de vader van de kunsthistoricus Wilhelm Martin. Als wetenschapper was hij vooral bekend om zijn paleontologisch en stratigrafisch onderzoek naar de Kenozoïsche fauna van Nederlands-Indië, met name naar mollusken.

## Levensloop
Martin was student te Göttingen, waar hij in 1874 promoveerde. Daarna werd hij lector te Wismar, zijn belangstelling ging in die tijd vooral uit naar zwerfstenen. Hij bezocht in Leiden het Museum van Natuurlijke Historie om de collecties van Winand Staring te onderzoeken. Daardoor kwam hij in aanraking met de zoöloog Hermann Schlegel, die directeur van het museum was. Toen een paar jaar later een hoogleraarsstoel in de geologie gecreëerd werd schoof Schlegel Martin als kandidaat naar voren.

Karl Martin als hoogleraar in Leiden

Van 1877 tot 1922 was hij hoogleraar aan de Rijksuniversiteit Leiden en van 1880 tot 1922 ook directeur van het Rijksmuseum van Geologie en Mineralogie daar.
Martins onderzoek richtte zich op de collecties van het in 1880 nieuw gecreëerde Geologisch Museum, met name de verzamelde fossielen uit de Nederlandse koloniën. Hij breidde de collecties uit door aankopen en deelname aan expedities naar de koloniën: in 1884 naar de Nederlandse Antillen, Suriname en Venezuela, wat in 1888 leidde tot de publicatie van de eerste geologische kaart van Suriname. In 1892 reisde hij naar de Molukken en in 1910 naar Java. Ook na zijn emeritaat in 1922 bleef Martin zijn onderzoek naar de Tertiaire stratigrafie van Nederlands-Indië voortzetten.
Zijn opvolger als hoogleraar was B.G. Escher. Onder zijn leerlingen bevonden zich G.A.F. Molengraaff, J.H.F. Umbgrove, L.U. de Sitter en Ph.H. Kuenen. Een andere leerling van Martin was koningin Wilhelmina, die een verzameling fossielen en mineralen had en privélessen in de geologie van hem kreeg.
- Biografisch Portaal: 37352163
- Stuttgart Database of Scientific Illustrators 1450–1950: 8697
- Gemeinsame Normdatei: 116804696
- International Standard Name Identifier: 0000 0000 2256 8239
- Library of Congress Control Number: n82244019
- Nederlandse Thesaurus van Auteursnamen: 067660282
- Système universitaire de documentation: 186046405
- Virtual International Authority File: 22902840
- WorldCat: E39PBJy8rG37bBBX6pTJp3frMP